# Mille-Isles
Mille-Isles est une municipalité faisant partie de la municipalité régionale de comté (MRC) d'Argenteuil au Québec dans la région administrative des Laurentides au nord-ouest de Montréal.

## Toponymie
Elle tire son appellation de la seigneurie des Mille-Isles, suivant l'ancienne graphie. La présence de nombreux cours d'eau et de plusieurs îles justifie d'abord l'appellation de la rivière, puis la dénomination de l'entité seigneuriale, le mot île étant orthographié anciennement isle, l'accent circonflexe servant de substitut au s disparu en français moderne.

## Histoire
La topographie de cette municipalité de dimension modeste, située à l'extrémité nord-ouest de l'ancienne seigneurie des Mille-Îles ou Mille-Isles, au nord-est de Grenville et au sud de Saint-Sauveur dans la région des Laurentides, est très irrégulière, parsemée de lacs poissonneux, entrecoupée d'élévations importantes et sillonnée de rivières.  La seigneurie est concédée en 1683 à Michel-Sidrac Dugué de Boisbriand (vers 1638-1688). En 1714, elle était à nouveau concédée à Charles-Gaspard Piot de Langloiserie (vers 1655-1715) et Jean Petit (1663-1720), époux respectifs de Marie-Thérèse Dugué et Charlotte Dugué, filles du premier seigneur. Enfin, en 1752, une augmentation était accordée à Eustache Lambert Dumont et c'est sur ce territoire que sera implantée la municipalité. Les pionniers arrivés vers 1850 – la municipalité a été officiellement créée en 1855, par suite de son détachement de la paroisse de Saint-Jérôme – venaient d'Irlande.

## Géographie
La rivière Bellefeuille traverse l'est de la municipalité. À partir du lac Beardmore, dans l'ouest du territoire, la rivière Dalesville coule vers le sud-ouest.

## Démographie
| 1991 | 1996  | 2001  | 2006  | 2011  | 2016  | 2021  |
| ---- | ----- | ----- | ----- | ----- | ----- | ----- |
| 944  | 1 157 | 1 209 | 1 480 | 1 629 | 1 567 | 1 721 |

## Politique et administration
Le conseil municipal compte un maire et six conseillers élus tous les quatre ans, en bloc et sans division territoriale. À l'élection de 2013, le maire sortant Yvon Samson ne se représente pas. Michel Boyer est élu maire avec 71,4% contre deux autres candidats et suivant un taux de participation de 46,3%.
|             | 2005-2009                                                                                 | 2009-2013                                                                                      | 2013-2017                                                                         |
| Maire       | John Carson Collins                                                                       | Yvon Samson                                                                                    | Michel Boyer                                                                      |
| Conseillers | Willis Black Denise Brabant George Dawson André Durocher Ilene Geringer Ronald Lescarbeau | André Durocher# Noreen Howden# Daniel Maurice Michel Mélégas# Michel Nadeau# Robin Pitsiladis# | Fred Beaudoin Dawn Charles Brenda Dawson André Durocher David Hudson Howard Sauvé |

* Élu à une élection générale. ** Élu à une élection partielle. # Dans le parti du maire (2009).
La population de Mille-Isles est représenté à l'Assemblée nationale du Québec par le député de la circonscription électorale d'Argenteuil et à la Chambre des communes du Canada par le député de la circonscription d'Argenteuil—Papineau—Mirabel .
| Mille-Isles Maires depuis 2001                                                                                       |                     |         |          |
| Élection | Maire               | Qualité | Résultat |
| 2001 | Richard Cyr         |         | Voir     |
| 2005 | John Carson Collins |         | Voir     |
| 2009 | Yvon Samson         |         | Voir     |
| 2013 | Michel Boyer        |         | Voir     |
| 2017 | Michel Boyer        | Voir    |          |
| | Howard Sauvé        |         | Voir     |
| 2021 | Howard Sauvé        | Voir    |          |
| Élection partielle en italique Depuis 2005, les élections sont simultanées dans toutes les municipalités québécoises |                     |         |          |

## Éducation
La Commission scolaire Sir Wilfrid Laurier administre les écoles anglophones:
- École primaire Morin-Heights (servi a la majorité des parties de la ville) à Morin-Heights[10]
- École primaire Laurentia (servi a une partie) à Saint-Jérôme[11]
- École secondaire Laurentian Regional (en) à Lachute[12]

## Société
La municipalité inaugure la caserne de pompiers en 2016. L'Adap'Station anciennement La Maison du Bois-Joli enr., est une maison de répit de type familial offrant des services à l'enfance ainsi qu'aux personnes vivant avec une déficience intellectuelle légère à modérée.